# أولاد سالم (قصر الشواطر)
أولاد سالم هو دُوَّار يقع بجماعة عين الشواطر، إقليم فكيك، جهة الشرق في المملكة المغربية. ينتمي الدوّار لمشيخة قصر الشواطر التي تضم 4 دواوير. يقدر عدد سكانه بـ 68 نسمة حسب الإحصاء الرسمي للسكان والسكنى لسنة 2004.

## روابط خارجية
- البوابة الوطنية للجماعات الترابية
- المندوبية السامية للتخطيط